# アーサー・セブロウスキー
アーサー・セブロウスキー（英語: Arthur K. Cebrowski）は、アメリカ合衆国の海軍軍人。当初は艦上機パイロットとして活動したのち、システムエンジニアとして活躍した。最終階級は中将。

## 略歴
ニュージャージー州パセーイク生まれ。ポーランド系。1964年にペンシルベニア州のヴィラノーヴァ大学（数学専攻）を卒業したのち、予備役将校訓練課程（ROTC）を経てアメリカ海軍に入隊した。セブロウスキーは艦上機パイロットの道を歩み、ベトナム戦争において154回の戦闘任務飛行を記録している。その後、第41戦闘飛行隊（VF-41）隊長、第8空母航空団司令、強襲揚陸艦「グアム」艦長を経て、空母「ミッドウェイ」艦長として湾岸戦争に参加した。またこの間、4回の海軍省勤務を経験したほか、海軍大学院においてコンピュータ・システム・マネジメントを専攻し、修士号を取得している。
1981年、アメリカ海軍作戦部長 トーマス・ヘイワード大将によって編成された戦略研究グループ（SSG）の第1期生となる。この経験は、海軍大学院の入校経験とともに、36年間の軍務経験の期間中において最も有益な着想を得た経験の1つであると回想されている。その後、統合参謀本部においてC4システム部（J-6）部長、海軍省において宇宙・電子戦（SEW）部（N-6）部長を歴任したのち、1998年より、海軍大学校（NAVWARCOL）校長。この際、従来は少将職であったNAVWARCOL校長が特に中将職に格上げされるとともに、同校内に21世紀のアメリカ海軍に関する構想を創案するための海軍戦闘開発群（NWDC）が創設されている。
2001年に退官し、同年、国防総省長官府戦力変革局（OFT）部長に就任し、ジョージ・W・ブッシュ政権下、ドナルド・ラムズフェルド国防長官が進めていた米軍再編を主導する。しかし2005年1月、ガンとの闘病のために官職を辞し、同年11月、63歳で死去した。
アメリカ海軍は、セブロウスキー自身の出身校でもある海軍大学院（NPS）にセブロウスキー国防情報革新・優越・非対称脅威研究所を設置している。

## ネットワーク中心の戦い
セブロウスキーのもっとも著名な業績は、海軍省N-6部部長時代に行なわれた、ネットワーク中心の戦い（NCW）コンセプトの創案である。これは、元空軍士官（現在は予備士官）のシステムエンジニアであり著名な軍事アナリストでもあるジョン・ガルストカ（John J. Garstka）と共同で、1998年に発表されたものであった。
NCWコンセプトは、高次のC4Iシステムによって情報を伝達・共有することで、意思決定を迅速化するとともに戦力運用を効率的に行うことを目的とするもので、第一に戦闘力の枠組みの転換、第二にボトムアップ / 自己同期という革新性を具備しており、旧来の軍事コンセプトを根本から揺るがす画期的な軍事コンセプトである。1998年、アメリカ海軍は艦隊戦闘実験において、NCWコンセプト採用時とPCWコンセプト（在来型）採用時の相対比較を行うことにより、NCWの有用性を検討した。この結果、平均的な意思決定サイクルは43分から23分に短縮され、任務遂行に要する時間は50%減少、射撃の有用性は逆に50%増大し、艦隊の防御網を突破した敵舟艇数は1/10に減少したのである。これによってNCWコンセプトの有用性は立証され、2003年11月、ドナルド・ラムズフェルド 国防長官は統合作戦コンセプト（CCJO）を認可し、これによってNCWコンセプトのアメリカ全軍への導入が決定された。
しかし、NCWコンセプトの導入には、各級指揮官への教育、交戦規定の策定、C4Iシステムの整備など、多大な労力が必要となる。このことから、NCWコンセプトの導入は段階的に進められており、2010年までにNCWコンセプトに則った作戦を実行可能とし、全面実用化は2030年を目標としている。